# Альбатрос Буллера
Альбатрос Буллера, или буллеров альбатрос (лат. Thalassarche bulleri) — вид альбатросов из семейства альбатросовых. Вид назван в честь новозеландского орнитолога Уолтера Буллера (1838—1906).

## Описание
Альбатрос Буллера достигает длины от 76 до 81 см, размах крыльев составляет от 200 до 213 см, а вес от 2,05 до 3,35 кг. Половой диморфизм отсутствует, однако, самки немного меньше чем самцы. 
У альбатроса белое оперение, голова и шея светло-серые, спина между крыльями и кроющие крыла тёмные. Верхняя сторона хвоста также тёмная, нижняя сторона белая. Клюв коричневый с жёлтыми длинными полосами на надклювье и подклювье. Ноги голубовато-белые.
Голова молодых птиц часто серого цвета. Клюв серо-голубой. Только у трёхлетних птиц клюв меняет свой цвет, принимая окраску совершеннолетних птиц.
Существует вероятность перепутывать альбатроса Буллера с сероголовым альбатросом.

## Распространение
Область распространения охватывает моря вокруг Новой Зеландии, однако, отдельные особи наблюдались в восточной части Тихого океана вблизи побережья Чили. Альбатрос Буллера гнездится на островах Чатем и Снэрс, а также на островах Соландер.

## Питание
Альбатрос Буллера питается преимущественно головоногими, а также рыбой и крилем. Пищу добывает чаще с поверхности водоёма. Иногда альбатросы не глубоко ныряют. Очень часто они следуют за кораблями, питаясь отбросами.

## Размножение
Каждый год альбатросы Буллера гнездятся, начиная с конца декабря до середины января. Они строят свои гнёзда в густой растительности на холмах и утёсах, расположенных по направлению к морю. Иногда гнёзда располагаются также в более открытом ландшафте между скалами. Гнездо сооружается из земли и травы. Альбатросы Буллера очень привязаны к старым местам гнездования.
В кладке одно яйцо. Оно белого цвета с коричневато-красными пятнами. Период гнездования продолжается в среднем 60 дней. Молодая птица становится самостоятельной в среднем через 167 дней. Обе родительских птицы участвуют в высиживании и выкармливании птенца.